# Пенни, Диего
Диего Алонсо Роберто Пенни Вальдес (исп. Diego Alonso Roberto Penny Valdéz; род. 22 апреля 1984[…], Лима) — перуанский футболист, вратарь клуба «Депортиво Гарсиласо» и сборной Перу.

## Клубная карьера
Пенни начал карьеру в клубе «Коронель Болоньеси». В 2004 году он дебютировал в перуанской Примере. За четыре сезона в составе команды Диего сыграл более 180 матчей. В 2008 году он перешёл в английский «Бернли». 9 августа в матче против «Шеффилд Уэнсдей» Пенни дебютировал в Чемпионшипе. В команде Диего был сменщиком Бриана Йенсена. Вместе с Бернли он вышел в элиту по итогам сезона. 24 октября 2009 года в поединке против «Уиган Атлетик» Пенни дебютировал в Премьер лиге.
Летом 2010 года для получения игровой практики Диего вернулся на родину, став футболистом «Хуан Аурич». 1 октября в матче против «Мельгара» он дебютировал за новую команду. За клуб Пенни отыграл два сезона и выиграл национальное первенство.
В начале 2013 года Диего перешёл в «Спортинг Кристал». 9 февраля в поединке против «Универсидад Сан-Мартин» он дебютировал за «Спортинг». В 2014 году Пенни помог новой команде выиграть чемпионат Перу, а в 2016 году повторил данный успех. В начале 2017 года Диего перешёл в «Мельгар». 11 февраля в матче против «Аякучо» он дебютировал за новую команду.

## Международная карьера
18 ноября 2011 года в отборочном матче чемпионата мира 2010 против сборной Бразилии Пенни дебютировал за сборную Перу.
В 2015 году Диего в составе сборной стал бронзовым призёром в Кубка Америки в Чили. На турнире он был запасным и на поле не вышел.
Летом 2016 года Пенни в составе сборной принял участие в Кубке Америки в США. На турнире он был запасным вратарём и не сыграл ни минуты.

## Достижения
«Хуан Аурич»
- Чемпионат Перу по футболу — 2011

«Спортинг Кристал»
- Чемпионат Перу по футболу — 2014, 2016

Перу
- Кубок Америки — 2015 — 3-е место